# 이글스 오브 데스 메탈
이글스 오브 데스 메탈(Eagles of Death Metal)은 미국의 록 밴드이다. 2015년 11월 13일, 프랑스 파리에 위치한 르 바타클랑에서 공연 중 테러를 당했다.
그리고 또한 이들은 자신의 트위터에 "파리를 애도합니다."라는 글을 게시했었다.
콜드플레이의 보컬 크리스마틴이 찬사를 보낸 바 있다.